# Mauricio Cuevas
Mauricio Aimar Cuevas (Los Angeles, 10 febbraio 2003) è un calciatore statunitense, difensore del LA Galaxy.

## Caratteristiche tecniche
È un terzino destro.

## Carriera

### Club
Cuevas è cresciuto nel settore giovanile del LA Galaxy ed ha iniziato la sua carriera professionistica nel 2019 con il LA Galaxy II in USL Championship,2 dove ha debuttato il 30 maggio nell'incontro pareggiato 2-2 contro il Tacoma Defiance. Ha segnato il suo primo gol il 9 marzo 2020 contro il Rio Grande Valley.
Nel gennaio del 2022 è stato acquistato dal Club Bruges, che per la stagione 2022-2023 lo ha assegnato alla propria seconda squadra in seconda divisione, il Club NXT. Nel 2023 ha fatto ritorno negli Stati Uniti dove il 26 aprile ha firmato un contratto biennale con il LA Galaxy. Ha debuttato il 22 giugno nell'incontro di MLS pareggiato 2-2 contro lo Sporting K.C. ed ha segnato il suo primo gol il 30 giugno dell'anno successivo, contro il S.J. Earthquakes.

### Nazionale
Nel 2022 è stato convocato dalla Nazionale Under-20 statunitense per prendere parte al Campionato nordamericano di categoria, vinto in finale contro la Repubblica Dominicana. Il 10 maggio 2023 è stato incluso nella lista dei convocati per il Mondiale Under-20, ma ha dovuto rinunciarvi a causa di un infortunio.

## Statistiche

### Presenze e reti nei club
Statistiche aggiornate al 26 ottobre 2024.
| Stagione        | Squadra         | Campionato      | Campionato | Campionato | Coppe nazionali | Coppe nazionali | Coppe nazionali | Coppe continentali | Coppe continentali | Coppe continentali | Altre coppe | Altre coppe | Altre coppe | Totale | Totale | Totale |
| Stagione        | Squadra         | Comp            | Pres       | Reti       | Comp            | Pres            | Reti            | Comp               | Pres               | Reti               | Comp        | Pres        | Reti        | Pres   | Reti   |        |
| --------------- | --------------- | --------------- | ---------- | ---------- | --------------- | --------------- | --------------- | ------------------ | ------------------ | ------------------ | ----------- | ----------- | ----------- | ------ | ------ | ------ |
| 2019            | Ventura County  | USL             | 4          | 0          | -               | -               | -               | -                  | -                  | -                  | -           | -           | -           | 4      | 0      |        |
| 2020            | Ventura County  | USL             | 17         | 4          | -               | -               | -               | -                  | -                  | -                  | -           | -           | -           | 17     | 4      |        |
| 2022-2023       | Club NXT        | D2              | 23         | 0          | -               | -               | -               | -                  | -                  | -                  | -           | -           | -           | 23     | 0      |        |
| 2023            | Ventura County  | MNP             | 8          | 0          | -               | -               | -               | -                  | -                  | -                  | -           | -           | -           | 8      | 0      |        |
| 2024            | Ventura County  | MNP             | 5          | 0          | -               | -               | -               | -                  | -                  | -                  | -           | -           | -           | 5      | 0      |        |
| 2023            | LA Galaxy       | MLS             | 8          | 0          | USCup           | 0               | 0               | -                  | -                  | -                  | LC          | 0           | 0           | 8      | 0      |        |
| 2024            | LA Galaxy       | MLS             | 18         | 1          | USCup           | 0               | 0               | -                  | -                  | -                  | LC          | 3           | 0           | 21     | 1      |        |
| Totale carriera | Totale carriera | Totale carriera | 77         | 6          |                 | 0               | 0               |                    | -                  | -                  |             | 3           | 0           | 80     | 6      |        |

## Palmarès

### Club
- Campionato MLS: 1

LA Galaxy: 2024

### Nazionale
- Campionato nordamericano di calcio Under-20: 1

Honduras 2022